# Soupisky na mistrovství světa v ledním hokeji
Soupisky na mistrovství světa v ledním hokeji jsou seznamem, který shromažďuje soupisky sedmi hokejových reprezentací za posledních 16 let, které získaly v tomto období alespoň jednu medaili. Jedná se o týmy z České republiky, Slovenska, Ruska, Kanady, Švédska, Finska a USA.
| Hokej na MS | Místo turnaje  | Česká reprezentace  | Slovenská reprezentace                               | Ruská reprezentace   | Kanadská reprezentace | Švédská reprezentace | Finská reprezentace | Americká reprezentace |
| ----------- | -------------- | ------------------- | ---------------------------------------------------- | -------------------- | --------------------- | -------------------- | ------------------- | --------------------- |
| MS – 1993   | Německo        | Soupiska            | Nezúčastnilo se z důvodu nezařazení do žádné skupiny | Soupiska             | Soupiska – 4. místo   | Soupiska             | Soupiska – 7. místo | Soupiska – 6. místo   |
| MS – 1994   | Itálie         | Soupiska – 7. místo | soupiska – 21. místo (C skupina)                     | Soupiska – 5. místo  | Soupiska              | Soupiska             | Soupiska            | Soupiska – 4. místo   |
| MS – 1995   | Švédsko        | Soupiska – 4. místo | soupiska – 13. místo (B skupina)                     | Soupiska – 5. místo  | Soupiska              | Soupiska             | Soupiska            | Soupiska – 6. místo   |
| MS – 1996   | Rakousko       | Soupiska            | Soupiska – 10. místo                                 | Soupiska – 4. místo  | Soupiska              | Soupiska – 6. místo  | Soupiska – 5. místo | Soupiska              |
| MS – 1997   | Finsko         | Soupiska            | Soupiska – 9. místo                                  | Soupiska – 4. místo  | Soupiska              | Soupiska             | Soupiska – 5. místo | Soupiska – 6. místo   |
| MS – 1998   | Švýcarsko      | Soupiska            | Soupiska – 7. místo                                  | Soupiska – 5. místo  | Soupiska – 6. místo   | Soupiska             | Soupiska            | Soupiska – 12. místo  |
| MS – 1999   | Norsko         | Soupiska            | Soupiska – 7. místo                                  | Soupiska – 5. místo  | Soupiska – 4. místo   | Soupiska             | Soupiska            | Soupiska – 6. místo   |
| MS – 2000   | Rusko          | Soupiska            | Soupiska                                             | Soupiska – 11. místo | Soupiska – 4. místo   | Soupiska – 7. místo  | Soupiska            | Soupiska – 5. místo   |
| MS – 2001   | Německo        | Soupiska            | Soupiska – 7. místo                                  | Soupiska – 6. místo  | Soupiska – 5. místo   | Soupiska             | Soupiska            | Soupiska – 4. místo   |
| MS – 2002   | Švédsko        | Soupiska – 5. místo | Soupiska                                             | Soupiska             | Soupiska – 6. místo   | Soupiska             | Soupiska – 4. místo | Soupiska – 7. místo   |
| MS – 2003   | Finsko         | Soupiska – 4. místo | Soupiska                                             | Soupiska – 7. místo  | Soupiska              | Soupiska             | Soupiska – 5. místo | Soupiska – 13. místo  |
| MS – 2004   | Česko          | Soupiska – 5. místo | Soupiska – 4. místo                                  | Soupiska – 10. místo | Soupiska              | Soupiska             | Soupiska – 6. místo | Soupiska              |
| MS – 2005   | Rakousko       | Soupiska            | Soupiska – 5. místo                                  | Soupiska             | Soupiska              | Soupiska – 4. místo  | Soupiska – 7. místo | Soupiska – 6. místo   |
| MS – 2006   | Lotyšsko       | Soupiska            | Soupiska – 8. místo                                  | Soupiska – 5. místo  | Soupiska – 4. místo   | Soupiska             | Soupiska            | Soupiska – 7. místo   |
| MS – 2007   | Rusko          | Soupiska – 7. místo | Soupiska – 6. místo                                  | Soupiska             | Soupiska              | Soupiska – 4. místo  | Soupiska            | Soupiska – 5. místo   |
| MS – 2008   | Kanada         | Soupiska – 5. místo | Soupiska – 13. místo                                 | Soupiska             | Soupiska              | Soupiska – 4. místo  | Soupiska            | Soupiska – 6. místo   |
| MS – 2009   | Švýcarsko      | Soupiska – 6. místo | Soupiska – 10. místo                                 | Soupiska             | Soupiska              | Soupiska             | Soupiska – 5. místo | Soupiska – 4. místo   |
| MS – 2010   | Německo        | Soupiska            | Soupiska – 12. místo                                 | Soupiska             | Soupiska – 7. místo   | Soupiska             | Soupiska – 6. místo | Soupiska – 13. místo  |
| MS – 2011   | Slovensko      | Soupiska            | Soupiska – 10. místo                                 | Soupiska – 4. místo  | Soupiska – 5. místo   | Soupiska             | Soupiska            | Soupiska – 8. místo   |
| MS – 2012   | Finsko Švédsko | Soupiska            | Soupiska                                             | Soupiska             | Soupiska – 5. místo   | Soupiska – 6. místo  | Soupiska – 4. místo | Soupiska – 7. místo   |
| MS – 2013   | Švédsko Finsko | Soupiska            | Soupiska                                             | Soupiska             | Soupiska              | Soupiska             | Soupiska            | Soupiska              |